# Peter Mark Roget
Peter Mark Roget (Soho, Londres 18 de gener de 1779 – West Malvern, Worcestershire 12 de setembre de 1869) va ser un metge, físic, matemàtic, filòleg i teòleg anglès. És sobretot conegut per ser un dels primers a observar el fenomen de la persistència de la retina que posteriorment donaria origen al cinema. Com a lexicògraf la seva obra més important és el Thesaurus of English Words and Phrases de l'any 1852.

## Biografia
El 1793, a l'edat de 14 anys, inicià la carrera de medicina a la Universitat d'Edimburg i cinc anys més tard, el 1798, es graduà. Ja de jove, va publicar estudis sobre la tuberculosi i els efectes de l'òxid nitrós, que anys més tard s'utilitzà com a mètode per anestesiar.
Treballà a Bristol i Manchester i exercí de professor particular durant un temps. Més tard, el 1808, es traslladà a Londres on seguí revisant estudis mèdics.
El 1814 inventà una regla de càlcul per trobar l'arrel i potències dels nombres. Quelcom formà les bases de les regles de càlcul que serien emprades per les escoles i universitats fins l'aparició de la calculadora. Més tard intentà construir una calculadora. Membre de la Royal Society, hi exercí de secretari del 1827 al 1848.
Roget també es mostrà interessat en el funcionament de les òptiques i en com millor el calidoscopi. El 9 de desembre de 1824, Roget presentà un estudi científic titulat Explanation of an optical deception in the appearance of the spokes of a wheel when seen through vertical apertures. ("Explicació d'una il·lusió òptica en l'aparença dels radis d'una roda en ser vista a través d'obertures verticals"). A aquest article sovint es fa referència incorrectament amb el títol de On the Persistence of Vision with Regard to Human Motion o Persistence of Vision with regard to Moving Objects, probablement això està motivat per citacions errònies d'historiadors del cinema com Terry Ramsaye i Arthur Knight.
Roget, en mirar a través de les separacions verticals d'una persiana veneciana mentre passaven les rodes d'un carro, es va sorprendre en veure que la roda semblava que avancés sense girar. És el mateix fenomen que fa que, en les filmacions, les rodes semblin girar en sentit contrari al de l'avanç. Encara que l'explicació donada per Roget d'aquesta il·lusió estava probablement equivocada, la seva consideració de la il·lusió del moviment va ser important en la història del desenvolupament del cinema i influí probablement en l'aparició del zoòtrop i altres precedents del cinema.
Per altra banda també publicà nombrosos documents sobre salut mental. Rogert fou el fundador de Society fot he useful knowledge health (Societat per la difusió del coneixement útil)
Altrament va ser un dels 26 fundadors de la Medical and Chirugical Society of London, fundada el 1805. Més tard esdevindria la Royal Society of Medicine i hi faria de secretari entre el 1827 i 1848.
El 1840 s'apartà de la medicina i el 1848 deixà el càrrec de secretari de la Royal Society.

12 anys més tard, publicà la primera edició de Theasurus of English Words and Prahses. Es diu que la seva tràgica vida personal marcada per una complicada salut mental el portà a fer les llistes de paraules que després formarien part del diccionari de Sinònims. La idea de la llista de sinònims i antònims, si bé no era nova, era molt més simple i entenedora de les que s'havien fet fins al moment. Des del 1852, la llista de Rogert no ha deixat d'imprimir-se i es calcula que se n'han venut al voltant de 30 milions de còpies arreu del món.

## Vida personal
Peter Roget, era fill de Jean Roget, un pastor protestant suís i Catherine Romilly, filla d'un pròsper joier londinenc. El seu pare morí d'una tuberculosi pulmonar el 1783, quan ell era molt petit, fet que el portà a patir fortes depressions. D'ençà de la mort del seu pare, s'anaren traslladant fins que finalment s'establiren a Edimburg.
Casa't amb Mary Taylor, tingué dos fills; John i Catherina. Després de la mort de la seva dona el 1833, no es va tornar a casar.
Roget va viure gran part de la seva vida acompanyat per la depressió. La seva mare havia patit fortes depressions i havia provat de dominar la vida del seu fill. Tant la seva germana com la seva filla varen tenir diversos problemes de salut mental així com el seu oncle, que es va suïcidar. El seu pare i la seva dona també moriren joves.
Peter Mark Roget morí el 12 de setembre de 1869 a West Malvern, Worcestershire, Anglaterra, a l'edat de 90 anys. Es troba enterrat al cementiri de l'església de St James's, Londres.

## Algunes publicacions
- Roget, Peter Mark, Treatises on Electricity, Galvanism, Magnetism, and Electro-magnetism; Londres: William Clowes, 1832
- Roget, Peter Mark, Animal and Vegetable Physiology. Considered with Reference to Natural Theology; Bridgewater Treatises, London: W. Pickering, 1834 (reeditado por Cambridge University Press, 2009; ISBN 978-1-108-00008-6)
- Roget, Peter Mark, Thesaurus of English Words and Phrases; Londres: Longman, Brown, Green, and Longmans, 1856